# Enrique Buenaventura
Enrique Buenaventura Aldeano (Santiago de Cali, 19 de febrero de 1925- ibídem, 31 de diciembre de 2003) fue actor, dramaturgo, ensayista, narrador, poeta y director colombiano.

## Biografía
Enrique Buenaventura nació en Cali, Colombia, el 19 de febrero de 1925  Desde joven y hasta sus últimos años, sentía una gran devoción por la literatura, el dibujo, la pintura, empleándose como minero, marinero, pintor, periodista, cocinero, y más. Estando en el teatro la profesión en la que dejó un gran legado cultural a nivel regional, nacional e internacional.[cita requerida]
Cursó secundaria en el Colegio Santa Librada de Cali hasta 1940; después, estudió artes plásticas antes de trasladarse a Bogotá donde ingresó en la facultad Filosofía de la Universidad Nacional de Colombia.[cita requerida]
Fue director por varios años de la Escuela de Teatro del Instituto Departamental de Bellas Artes de Cali. Recorrió diferentes países latinoamericanos (como Venezuela, Brasil, Argentina y Chile) y regresó a su ciudad natal donde empezó a trabajar por el teatro regional y nacional, cambiando la mentalidad costumbrista del teatro colombiano.[cita requerida]
En 1955 entra a formar parte de la Escuela de Teatro del Conservatorio de Cali cuyo director era Lucas de Tena. En dicha escuela logra formar un equipo de actrices y actores con el que crea el primer organismo teatral en Colombia de carácter profesional y con salario mensual para su dedicación de tiempo completo a la escena: Teatro Escuela de Cali, (siendo su director desde entonces hasta la expulsión de Bellas Artes en el Gobierno de Carlos Lleras Restrepo.).[cita requerida]
Posteriormente, en 1965, fundaría el Teatro Experimental de Cali (TEC) del cual fue su director hasta el final de sus días. Posteriormente recibe el honoris causa, de la Universidad del Valle, que le permitiría la creación del Taller de Teatro al interior de Univalle y que da lugar a la creación de la primera facultad de teatro en el país.  Esta facultad es la primera licenciatura en este género artístico de Colombia donde actores, actrices han recibido sus licenciaturas.[cita requerida]

### Nuevo Teatro Colombiano
El “Nuevo Teatro Colombiano”, cuyo inicio se sitúa a partir de la creación del Teatro Experimental de Cali (1965)  significa el nacimiento del primer movimiento teatral con nombre propio, en donde es posible estudiar, en conjunto, al grupo de individuos que lo componen.  Este nuevo teatro se fundamenta en una intención plenamente social, abarcando, en sus obras, el contexto y la problemática de entonces, y siendo un teatro, en la mayoría de los casos, autodidacta.[cita requerida]
Esta tendencia será también “Universal”, adhiriéndose a las corrientes del teatro mundial contemporáneo (VARGAS, Misael; REYES, Carlos; ANTEI, Giorgio; MONSALVE, Juan. Santiago GarcíaEl Teatro Colombiano. Ed. Del Alba: Bogotá: 1985. págs. 44-51), siendo, pues, de primigenia importancia su labor como dramaturgo, director y maestro.
Sus obras, caracterizadas por ejercer la crítica social (relacionado con su militancia izquierdista) y por emplear variadas técnicas teatrales (con influencia de Bertolt Brecht), que propone con ello lograr un teatro de carácter popular, ha sido profusamente puesta en escena, estudiada y traducida a varios idiomas. Actuó en los largometrajes Milagro en Roma (1988, Lisandro Duque) y La Deuda (1997, Manuel José Álvarez y Nicolás Buenaventura Vidal).
La búsqueda (o tal vez convenga decir "el reconocimiento") de una identidad propia, es vívida, firme y concisa en sus obras. El ahora no se lee allí como un momento aislado del pasado, desligado del tiempo, sino que se abre paso entre la historia, entre una multiplicidad de discursos que lo componen y que lo significan. Su voz, el habla de un continente que allí encuentra espacio y forma, será, pues, el camino por medio del cual se exprese la desde hace tanto callada e ignorada realidad latinoamericana.[cita requerida]

### Muerte
Enrique Buenaventura fallece el 31 de diciembre de 2003 y sus cenizas reposan bajo un árbol de mango en las instalaciones del Teatro Experimental de Santiago de cali.[cita requerida]

## Obra
Siendo Fundador y Director del teatro experimental de Cali  desde 1955, produciría cerca de 60 obras teatrales, un número mayor de ensayos teóricos y críticos, composiciones musicales, poemas, cuentos y cuadros; en síntesis toda una vida dedicada a la creación artística.
Su Obra dramática buscará reconstruir la raíz de lo colombiano, partiendo de la marginalidad-  desde la perspectiva que le permite la otredad- se re-apropia de temas elementos y formas que han contribuido a la formación del patrimonio cultural para <<colonizar>> la historia y hacer evidente su carácter subjetivo y su contextura falible>> (El Nuevo Teatro Colombiano)
Así, como uno de los fundadores del Nuevo Teatro colombiano, indagaría en la historia nacional y en los acontecimientos políticos, cuestionando el colonialismo ideológico que imperaba en los medios artísticos. .[cita requerida]
Dicho movimiento se establecería como corriente cultural autónoma que, sin negar la tradición clásica, reflejaría la vitalidad de la cultura latinoamericana(BUENAVENTURA, Enrique. Obra completaEditores: JARAMILLO, María Mercedes; OSORIO, Betty. Presentación: Enrique Buenaventura y su proyecto político y cultural.  Ed. Universidad de Antioquia: Medellín: 2004. Págs. XXIX-XXXVIII)
Entre sus obras se encuentran:.[cita requerida]
- El monumento (1959)
- El matrimonio (Antología de cuento colombiano)(1959)
- La tragedia del rey Chistophe (1961)
- Un réquiem por el Padre Las Casas (1963)
- La tragedia del Rey Chiristope (1963)
- Historia de una bala de plata (1965)
- La trampa (1967)
- Los papeles del infierno (1968)
- La denuncia (1973)
- Historia de una bala de plata (1976)
- La estación (1989)
- Crónica (1989)
- Proyecto piloto (1991)
- El Guinnaru (1997)
- El presidente (1977)

### Sobre su obra

#### Cultura
La cultura, para Buenaventura, debe buscarse desde las raíces; es una exploración que requiere demoler para construir nuevamente, y en la que no hay espacio a influencias o miradas de afuera. Esa cultura que al cobrar vida en el teatro lo hace, pues, dándole prioridad a la forma estética sin por eso suprimir el carácter político de la obra teatral. El teatro no es un teatro de masas, no un conglomerado de reflexiones psicológicas ni una suma  populista o panfletaria de rebelión política; es, por el contrario, una búsqueda del teatro mismo, que se libra de moldes y construye su propio refugio..[cita requerida]
“La cultura es algo preparado y elaborado en Europa y Estados Unidos que nosotros debemos tratar de vender aquí. En cuanto al teatro se refiere, el producto nos llega con todas las instrucciones para desempacarlo y extenderlo ante los clientes” (BUENAVENTURA, Enrique. Teatro y Cultura. )

#### Investigación
La investigación, para Buenaventura, no es un método, no algo que se aprende en la academia ni un retratar el mundo limitándolo.  Es, en cambio, una búsqueda, en la que la vivencia es lo más importante. Respondiendo a la pregunta 

¿Qué es la investigación?
Diría:
“He conocido investigadores invisibles debajo de los aparatos: cámaras de cine, de fotografía y otras, rifles para tigres del pasado, alambiques para tomar agua pura gota a gota, etc. Pero a quienes se les pregunta “el paso” y  No recogieron lo vivo, no guardan recuerdo porque no aman lo que hacen”.

### Método
Fundamentándose en la teoría literaria del formalismo ruso, Buenaventura explotará el  Método de la “Creación Colectiva”, que consiste en realizar, basándose en una temática elegida con anterioridad, improvisaciones escénicas hasta lograr la obra definitiva que será, después, perfeccionada..[cita requerida]
De esta forma, desaparece todo concepto de “Autor” y el resultado es no sólo colectivo, sino también producto de la improvisación, elemento de primigenia importancia para Buenaventura.[cita requerida]

## Premios y reconocimientos
- Doctor honoris causa en Literatura de la Universidad del Valle.[cita requerida]
- Premio de la Organización de las Naciones Unidas para la Ciencia, la Cultura y la Educación.[cita requerida]
- Premio Unesco.[cita requerida]
- Premio Casa de las Américas 1980 por su pieza Historia de una bala de plata.[cita requerida]
- Mención en el Premio Casa de las Américas 1967 por su pieza Los papeles del infierno.[cita requerida]
- Premio Latinoamericano de Autores Dramáticos.[cita requerida]